# Centre national du graphisme
Le Centre national du graphisme également appelé Le Signe est un centre d’art dédié à l’accompagnement, au développement et au rayonnement du design graphique. Il est situé à Chaumont. Il est inauguré en 2016. Il succède au Pôle graphisme de Chaumont.

## Historique
Le centre s’inscrit dans la continuité d’une histoire débutée en 1905, par le legs de Gustave Dutailly à la ville de Chaumont, constitué de 5 000 affiches illustrées.
La ville de Chaumont organise depuis 1990, le Festival international de l'affiche et du graphisme de Chaumont, qui célèbre l'affiche et les graphistes et qui met à l’honneur des collections d’affiches de la ville.
Le centre national du graphisme est inauguré le 6 octobre 2016. Il s'étend sur 1 000 m² dans les anciens locaux de la Banque de France rénovés et étendus et son agencement a été réalisé par l’agence architecturale Moatti-Rivière.

## Collection
Le Signe abrite une collection comportant des pièces de Henri de Toulouse-Lautrec, de Jules Chéret et s’est enrichie, au fil des éditions du festival international d’un fonds de 40 000 affiches contemporaines et d’objets relevant de cet art visuel.

## Biennale internationale de design graphique
Le Signe organise à partir de 2017, la Biennale internationale de design graphique. Cette biennale s'inscrit dans la continuité du festival de l’affiche de Chaumont. La Biennale met à l'honneur le design graphique.

## LSD - Le Signe Design
À partir de 2020, Le Signe édite LSD - Le Signe Design, une revue semestrielle consacrée au design graphique. Le premier numéro est consacré aux enjeux contemporains du féminisme pour le design graphique, le second à la typographie et le troisième, à la culture du DIY.

## Expositions
- Tout en un,  avec Fanny Millard et Marion Bataille, 2019
- Aller Voir Pouvoir Faire, avec Michel Lepetitdidier, 2021[7]